# Ветлугазавр
Ветлугазавр (Wetlugasaurus angustifronts) — викопний рід темноспондильных земноводних з раннього тріасу на півночі Росії і Гренландії. Череп завдовжки 22 см, загальна довжина тіла складала від 75 сантиметрів до 3-х метрів. Тварини мешкали на берегах річок поблизу Ветлуги.
Були знайдені деякі зуби, череп, фрагменти щелепи, фрагменти ребер, повні кінцівки і майже повний хвіст.

## Історія відкриття
У 1920-х роках Анатолій Миколайович Рябинин відкрив фрагменти істоти, яку назвав ветлугазавром: виявлений він був на берегах Ветлуги в Костромській губернії в околицях села Зубовскоє (нині не існуючого).
Наступні такі знахідки були зроблені в 1927 році І. А. Єфремовим у волосного села Пищуг. Там, у районі річок Федросов (зараз їх підписують на карті як Фердоси) у не існуючих нині лісових починків Єфремов і відкопував схожі скам'янілості.